# 1997년 FIVB 세계 비치발리볼 선수권 대회
1997년 FIVB 비치발리볼 세계 선수권 대회는 1997년 9월 10일부터 9월 13일까지 미국 켈리포니아 로스엔젤레스에서 개최되었다.